# Good Neighbor
Good Neighbor es una película de thriller con Billy Dee Williams, Danica McKellar y Tobin Bell.

## Trama
Una joven mujer sospecha que su nuevo vecino es un asesino en serie.

## Elenco
- Billy Dee Williams como Sargento Paul Davidson.
- Danica McKellar como Molly Wright.
- Tobin Bell como Geoffrey Martin.
- Christine Horn como Rea Parker.
- James Stephen Jones como Brad Farmer.
- Moe Michaels como Levi
- Brian Bremer como Teniente Vandemeer.
- Polly Craig como Hermana Maya.
- Amber Wallace como Joven Molly.
- Brandon O'Dell como Danny.
- Ron Clinton Smith como Brian.
- Kelly Finley como Madre.
- Lucinda Carmichael como Amy.
- Bill Greeley como Sargento Peter Warfield.
- Jeffrey Charlton como Bailey Parks.
- Kathy Simmons como Profesor.
- Jennifer Crumbley como Carla Richardson.
- Chet Dixon como Barney.
- A.J. Jerrick como Ben.
- Hawn Sterling como Javier.
- Nathan Farmer
- Randall Taylor como Agente #12.
- Jon Huffman como Honus Balfore.
- Syr Law como Deli (como Crystal Porter).
- Joan Glover como Brooklyn.
- Charles Lawlor como Virgil.